# Skellefteå Sankt Olovs församling
Skellefteå Sankt Olovs församling är en församling i Skellefte kontrakt i Luleå stift. Församlingen ligger i Skellefteå kommun i Västerbottens län.  Ingår från 1 januari 2014 i Skellefteå pastorat.

## Administrativ historik
Församlingen bildades 1 maj 1913 genom utbrytning ur Skellefteå landsförsamling under namnet Skellefteå stadsförsamling, som namnändrades till det nuvarande skedde 1961 samtidigt som Skellefteå Sankt Örjans församling bröts ut.
Från 1 januari 1937 till 1 januari 1961 var församlingen uppdelad i två kyrkobokföringsdistrikt: Skelleftehamn (248202) och Skellefteå (248201).

### Pastorat
- 1 maj 1913 till 1 januari 1961: Eget pastorat.
- 1 januari 1961 till 1 januari 1962: Moderförsamling i pastoratet Skellefteå Sankt Olov och Skellefteå Sankt Örjan.
- 1 januari 1962 till 1 januari 2014: Eget pastorat.[3]
- Från 1 januari 2014: Församlingen ingår i Skellefteå pastorat.[4]

## Areal
Skellefteå Sankt Olovs församling omfattade den 1 november 1975 (enligt indelningen 1 januari 1976) en areal av 71,3 kvadratkilometer, varav 70,5 kvadratkilometer land.

## Kyrkor och kyrkogårdar
- Sankt Olovs kyrka från 1927
- Morö Backe kyrka från 1979
- Bergsbykyrkan
- Alhemskyrkan från 1960

I församlingen finns två kyrkogårdar, Sunnanå kyrkogård som anlades 1915 och Alhems kyrkogård.